# Michael Laverty

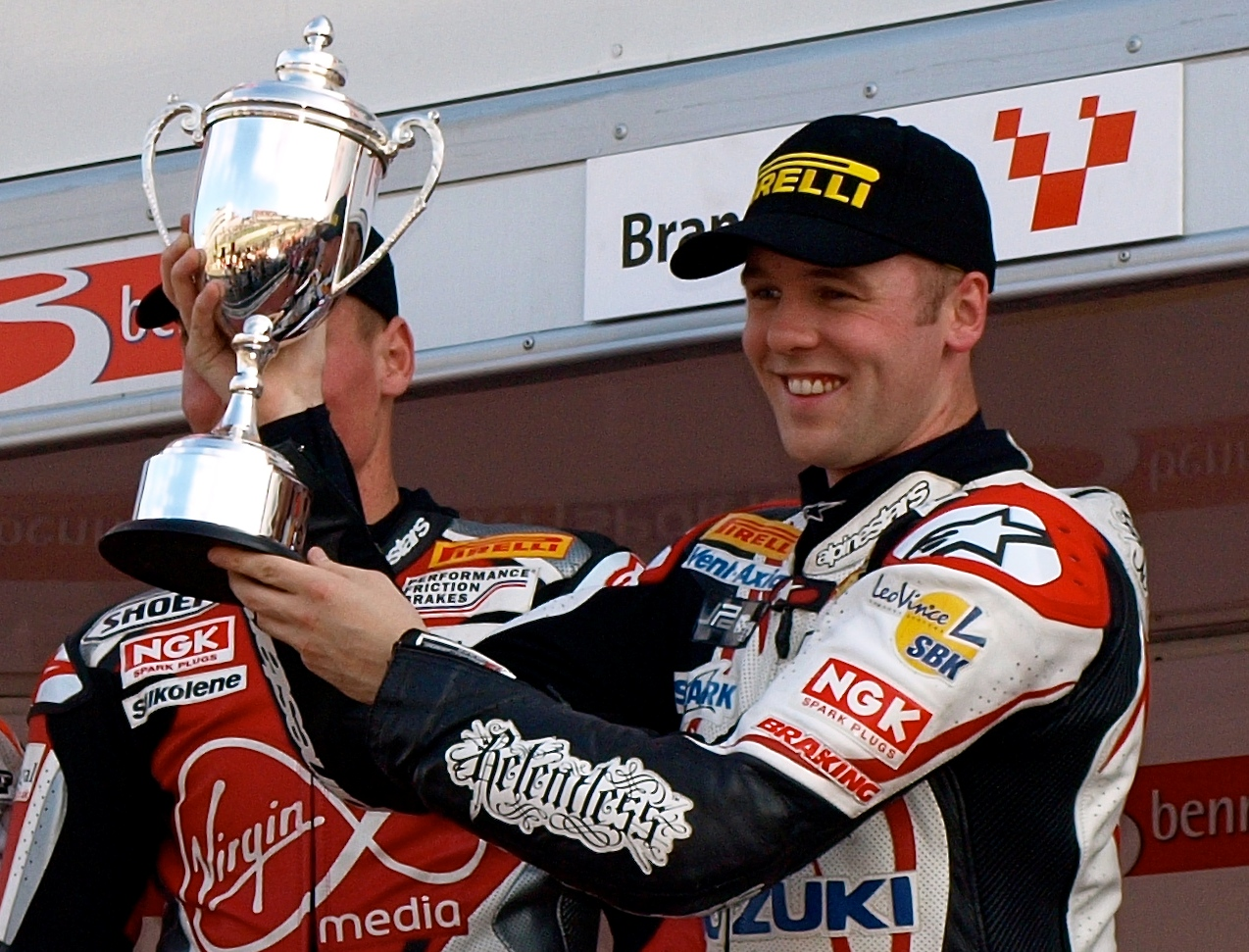
Michael Laverty 2007

Michael Laverty (* 7. Juni 1981 in Toomebridge) ist ein britischer Motorradrennfahrer. Seine jüngeren Brüder John (* 1982) und Eugene (* 1986) sind ebenfalls Motorradrennfahrer.

## Karriere
Laverty fuhr von 2001 bis 2004 zunächst in der britischen Supersport-Meisterschaft. In den Jahren 2005 und 2006 startete er für das Team Stobart Motorsport in der britischen Superbike-Meisterschaft. 2007 ging er mit dem Team Relentless Racing erneut in der britischen Supersport-Meisterschaft an den Start und gewann den Titel. Mit dem gleichen Team fuhr er 2008 in der britischen Superbike-Meisterschaft. 2009 startete Laverty in der US-amerikanischen AMA Superbike Championship sowie bei einigen Rennen in der Supersport-Weltmeisterschaft. Von 2010 bis 2012 fuhr er wieder in der britischen Supersport-Meisterschaft. Bei der 2013 trat Laverty mit Paul Bird Motorsport und deren eigenproduziertem Chassis in der MotoGP an. Sein Teamkollege war der Kolumbianer Yonny Hernández.

## Privates
Laverty ist verlobt mit seiner Freundin Jordi.

## Statistik in der Motorrad-WM

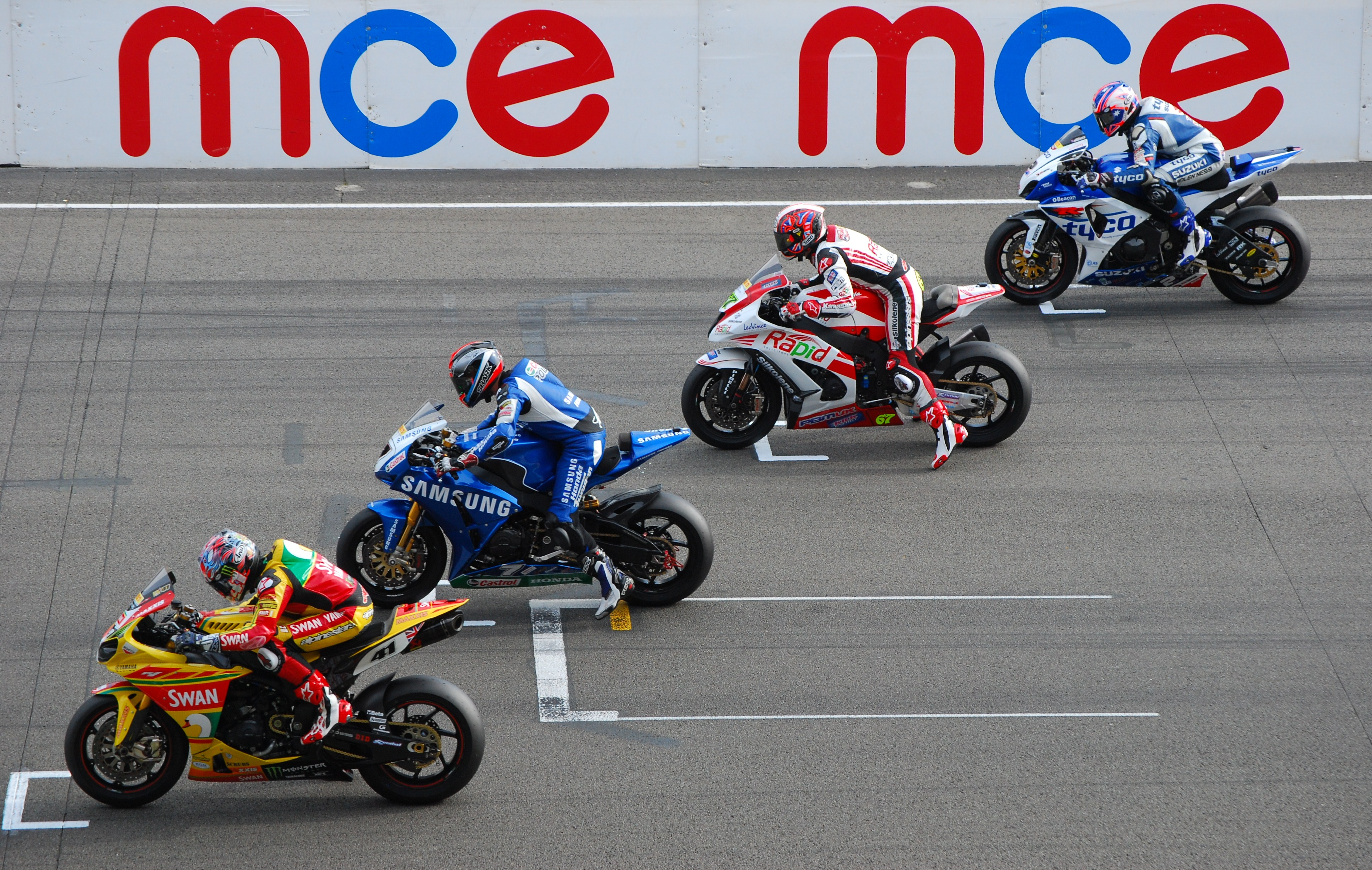
Start zum BSB-Lauf 2012 in TT Circuit Assen: Noriyuki Haga, Michael Laverty, Shane Byrne und Joshua Brookes (v. l. n. r.)

| Saison | Klasse | Motorrad | Rennen | Siege | Podien | Poles | Punkte | Ergebnis |
| ------ | ------ | -------- | ------ | ----- | ------ | ----- | ------ | -------- |
| 2013   | MotoGP | PBM      | 18     | –     | –      | –     | 3      | 25.      |
| 2014   | MotoGP | PBM      | 18     | –     | –      | –     | 9      | 24.      |
| 2015   | MotoGP | Aprilia  | 1      | –     | –      | –     | –      | –        |
| Gesamt | Gesamt | Gesamt   | 37     | –     | –      | –     | 12     |          |